# James C. McConville
James Charles McConville (Quincy, Massachusetts; 16 de marzo de 1959) es un militar estadounidense que fue el 40.º jefe de Estado Mayor del Ejército de los Estados Unidos desde 2019 hasta 2023. Previamente fue el 36.º vicejefe del Estado Mayor del Ejército desde 2014 hasta 2017.

## Biografía
Nacido en Quincy, Massachusetts en 1959; se graduó de oficial en la Academia Militar de los Estados Unidos uniéndose al Ejército.
Fue comandante de la 101.ª División Aerotransportada; la 4.ª Brigada de la 1.ª División de Caballería; y el 2.º Escuadrón del 17.º Regimiento de Caballería de la 101.ª División Aerotransportada.
Fue el 36.º vicejefe del Estado Mayor del Ejército de los Estados Unidos entre 2014 y 2017 bajo el mando del general Mark Milley.
En 2019 asumió como el 40.º jefe de Estado Mayor del Ejército de los Estados Unidos. En 2023 dejó el cargo.